# Media Blasters
Media Blasters là một công ty giải trí của Hoa Kỳ được thành lập bởi John Sirabella và Sam Liebowitz, trụ sở tại Thành phố New York. Công ty hoạt động trong lĩnh vực thương mại cập phép, dịch thuật, và phát hành tại thị trường Bắc Mỹ những manga và anime biên tập, các bộ phim châu Á, anime người lớn, phim quái vật, phim chiếu rạp, phim độc lập, phim kinh dị và phim thương mại.
Công ty này bắt đầu phát hành anime và phim hòa nhạc đã qua biên dịch từ tháng 5 năm 1997. Thời gian đầu công ty chỉ ra mắt những anime người lớn có nội dung tình dục (hentai), thông qua thương hiệu cấp phép Kitty Media. Năm 2004, Media Blasters bắt đầu lấn sang thị trường xuất bản manga. Những ấn phẩm shōnen manga đầu tiên của công ty hướng đến đối tượng độc giả là những người lớn tuổi, rồi sau đó tăng dần những manga thể loại yaoi.
Vào đầu năm 2012, không lâu sau khi Bandai Entertainment công bố kế hoạch tái cơ cấu của mình, John Sirabella của Media Blasters thông báo rằng công ty đã sa thải gần mười nhân viên, làm giảm khoảng 60% nguồn nhân lực. Sirabella tuyên bố rằng động thái này sẽ không ảnh hưởng đến tiến độ sản xuất. Những tác phẩm của Media Blasters được phân phối kỹ thuật số trên PlayStation Network, Xbox, Netflix, Vudu và Yekra.